# وسترف
وسترف (به آلمانی: Vastorf) یک شهر در آلمان است که در نیدرزاکسن واقع شده‌است.

## خصوصیات
وسترف ۲۱٫۸۵ کیلومترمربع مساحت دارد ۶۲ متر بالاتر از سطح دریا واقع شده‌است.